# David Lindsjö
David Martin Lindsjö, född den 6 juli 1887 i Mjäldrunga församling, Älvsborgs län, död den 20 oktober 1952 i Stockholm, var en svensk läkare.
Lindsjö blev medicine kandidat 1913, medicine licentiat 1920, bataljonsläkare vid krigsskolan 1925, regementsläkare vid Norra skånska infanteriregementet 1928 och fältläkare vid södra arméfördelningen 1928, på reservstat 1936. Han var generalfältläkare och tillförordnad chef för arméförvaltningens sjukvårdsstyrelse 1939–1943, generalläkare och chef för försvarets sjukvårdsförvaltning från 1944, läkare vid Helsingborgs barnsjukhus och barnavårdscentral 1929–1936 och överläkare vid Stockholms folkskolor och barnavårdsnämnd från 1936. Lindsjö var medlem av internationella kommissionen till utväxling av grekiska och turkiska krigsfångar 1923, ledamot av barnavårdsnämnd, folkskolestyrelse och hälsovårdsnämnd i Helsingborg, av Sydsvenska pediatriska föreningen, av styrelsen för Skånska barnavårdsförbundet 1929–1936 och ordförande i Svenska skolläkareföreningen från 1938. Han blev ledamot av Krigsvetenskapsakademien 1941 och kommendör med stora korset av Nordstjärneorden 1949. Lindsjö utgav Första hjälp vid olycksfall, Allt för barnet, Lärobok i militär hälsolära för kungliga krigsskolan samt ett 30-tal smärre skrifter i medicinska ämnen.